# Septumplastik

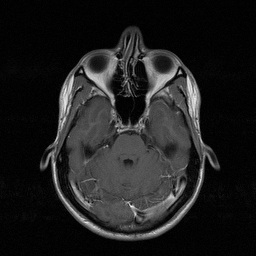
Nasenscheidewandverbiegung auf einer Kernspintomografie

Der Begriff Septumplastik (Nasenscheidewandkorrektur) bezeichnet einen chirurgischen Eingriff zur Korrektur der Nasenscheidewandverbiegung (Septumdeviation).

## Anatomische Grundlagen
Laut American Academy of Otolaryngology – Head and Neck Surgery haben 80 Prozent der Menschen eine geringfügig aus der Medianebene verlagerte Nasenscheidewand. Diese leichte Form der Scheidewandverbiegung ist meist symptomlos und kann daher als normal betrachtet werden. Eine erhebliche Verkrümmung ist jedoch häufig mit Atembehinderung verbunden und geht mit einer Hyperplasie (Vergrößerung) der Nasenmuscheln einher, weil Asymmetrien des Nasengangvolumens durch die Muscheln kompensiert werden. Nasenscheidewandverbiegungen können angeboren oder durch Trauma entstanden sein.

## Symptome und Folgen der Nasenscheidewandverbiegung
Nasenscheidewandverbiegungen und begleitende Nasenmuschelhyperplasien können zu Behinderung der Nasenatmung mit Schlafstörungen und Schnarchen sowie Begleiterkrankungen wie Nasennebenhöhlenentzündungen und Rachenentzündungen führen. Auch das Entstehen von Mittelohrentzündungen oder Riechstörungen wird durch eine gestörte Nasenbelüftung begünstigt. Verbiegungen im Naseneingangsbereich haben manchmal Nasenbluten zur Folge, knöcherne Auswüchse mit Kontakt zur seitlichen Nasenwand können Kopfschmerzen hervorrufen.

## Diagnose
Für die Diagnose einer Scheidewandverbiegung ist die äußere und innere Inspektion der Nase in der Regel ausreichend, sie wird manchmal noch durch eine Endoskopie ergänzt. Röntgenaufnahmen sind nur erforderlich, wenn zusätzlich die Nasennebenhöhlen beurteilt werden sollen. Der Luftstrom durch die Nase kann mit der Rhinomanometrie objektiviert werden. Bei entsprechenden Symptomen kann eine Riechprüfung erfolgen.

## Geschichte der Septumplastik
Ab etwa 1900 führte der deutsche Arzt Gustav Killian Nasenscheidewandbegradigungen in Kokainbetäubung durch. Für mehr als 50 Jahre blieb dies die Standardoperation zur Behandlung der Nasenatmungsbehinderung, bei der große Bereiche des verbogenen Nasenscheidewandknorpels radikal entfernt wurden. Die für eine Atembehinderung meist ebenso verantwortlichen knöchernen Nasenstrukturen blieben jedoch unangetastet. Die großzügige Knorpelentfernung führte oft zu einer Beeinträchtigung der Nasenstabilität und Perforationen der Nasenscheidewand – und damit erneut zu einer Atembehinderung, die ja eigentlich behandelt werden sollte. Wegen dieser Nachteile ist die radikale Operationsmethode nach Killian heute nicht mehr üblich und wurde seit den 1960er Jahren zugunsten einer gewebeschonend ausgerichteten Septumchirurgie verlassen.

## Ablauf des Eingriffs

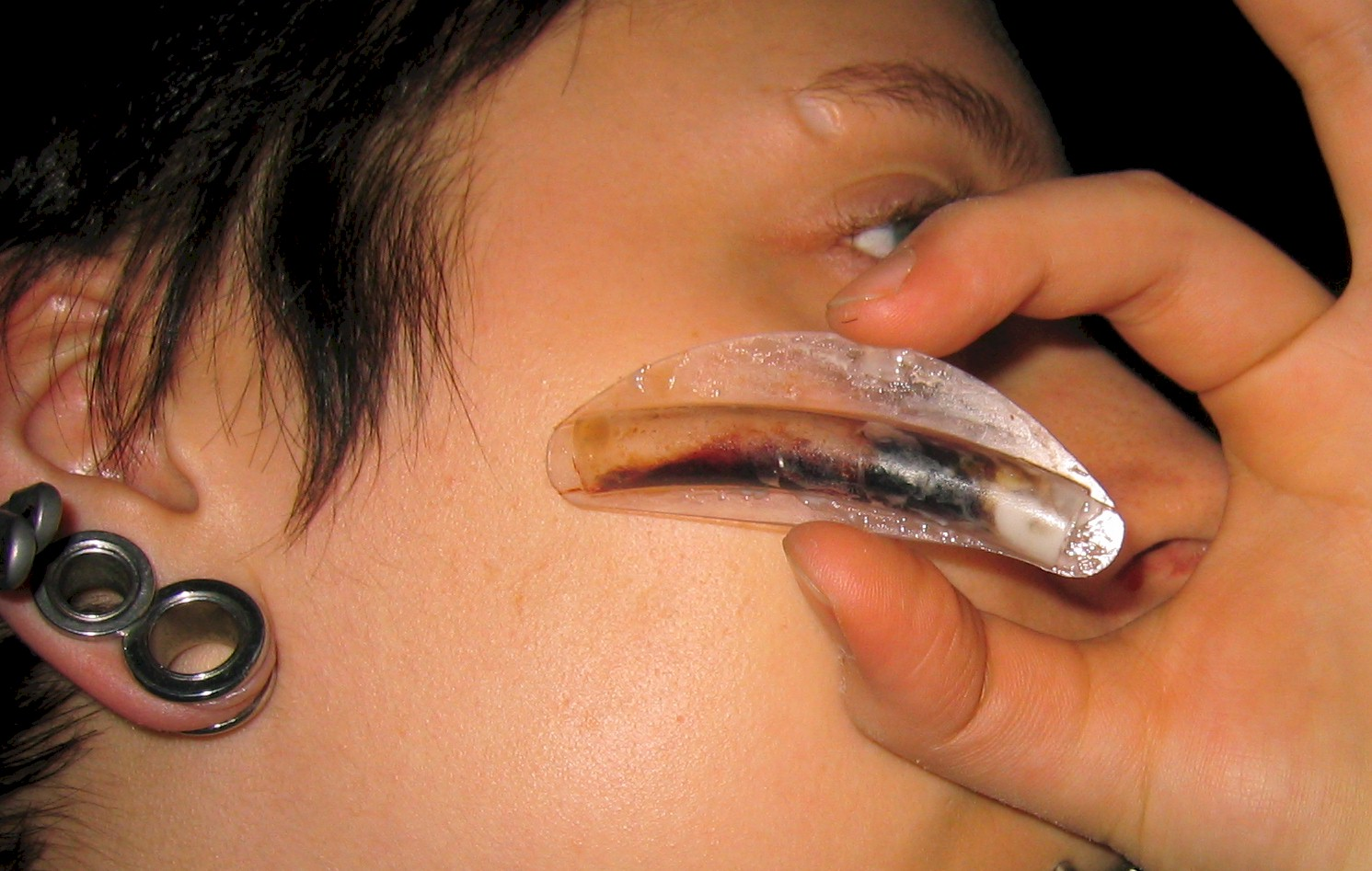
Doyle Splint mit Atemrohr (gebraucht)

Die moderne funktionelle Nasenchirurgie wurde von dem US-Amerikaner Maurice H. Cottle begründet. Das Operationsprinzip beruht darauf, verbogene knorplige Anteile der Nasenscheidewand möglichst nicht oder nur sparsam zu resezieren, durch schonende Bearbeitung zu begradigen und zur Stützfunktion in der Mitte der Nasenhöhle zu belassen. Auch die knöchernen Strukturen der Nasenscheidewand werden in die Korrektur einbezogen.

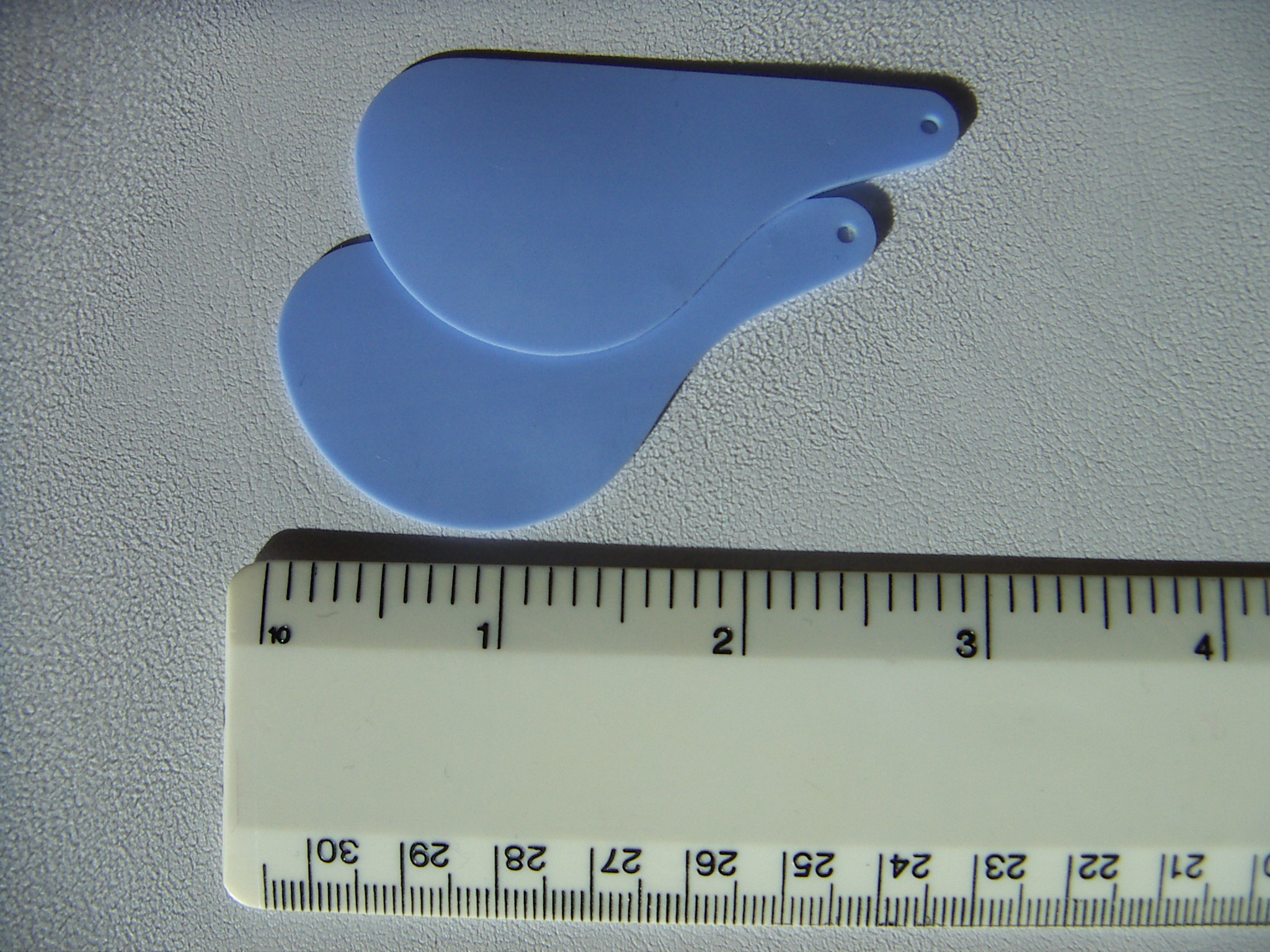
Mit Splints wird die Nasenscheidewand bis zur Heilung geschient.

Nach dem Eingriff ist eine beidseitige innere Schienung der Nasenscheidewand erforderlich, um ein gerades Zusammenwachsen der Nasenscheidewand in der Mitte der Nasenhöhle zu gewährleisten und Blutergüsse zu verhindern. Diese Schienung wird in der Regel mit zwei Kunststoff-Plättchen („Splints“) oder mit Folien vorgenommen, die beidseits an die korrigierte Nasenscheidewand angenäht werden und diese stabilisieren. Die Splints sind etwa 50 mm lang und 15 mm hoch und geben eine Vorstellung von der Größe der Nasenscheidewand. Häufig erfolgt für wenige Tage auch eine beidseitige Tamponade der Nasenscheidewand, insbesondere zur Stillung von Schleimhautblutungen. Die Stützfolien werden nach etwa 5–7 Tagen wieder entfernt.

## Komplikationsmöglichkeiten
- Nachblutung
- Knorplige Sattelnase nach zu ausgiebiger Resektion der knorpligen Nasenscheidewand
- Rezidiv (erneute Septumdeviation)
- Septumperforation (Loch in der Nasenscheidewand) mit und ohne Pfeifgeräusche beim Atmen durch die Nase